# Phaeococcomycetaceae
Die Phaeococcomycetaceae sind die einzige Familie der Ordnung Lichenostigmatales innerhalb der Schlauchpilze. Es sind dunkle hefeartig wachsende Pilze, die meist auf Flechten parasitieren.

## Merkmale
Die Lichenostigmatales bilden nur sehr selten ein Myzel aus, das wenn vorhanden braun, oberflächlich und glattwandig ist. Es können sowohl echte Fruchtkörper als auch fruchtkörperähnliche Strukturen für die Konidienbildung vorhanden sein, diese sind dann aber fast nicht voneinander zu unterscheiden. Sie sind stromatisch, flechtenbewohnend, dunkelbraun bis schwärzlich, kugelig bis verlängert. Die stromatischen Zellen vermehren sich durch Sprossung, sind beinahe kugelig, die freiliegenden Zellen sind dunkelbraun, warzig, die inneren Zellen sind durchscheinend bis blassbraun. Die Schläuche entwickeln sich zwischen den stromatischen Zellen ohne ein spezielles Gewebe. Sie sind fast kugelig bis kurz elliptisch. Die Wand ist im jungen Zustand zum Scheitel hin verdickt, oft mit einer okularen Kammer. Die Wand färbt sich mit Iod nicht oder rötlich, mit einer Iod-Kaliumiodid-Lösung färbt sie sich nicht oder blassblau. Die Sporen sind im jungen Zustand durchscheinend, die äußere Wand ist manchmal mit einer Kaliumiodid-Lösung blau, im Alter sind sie durchscheinend oder dunkelbraun. Sie sind einfach septiert, elliptisch oder verlängert, mit abgerundeten oder zugespitzten Enden.
Bei den Konidien bildenden Strukturen werden keine Konidienträger ausgebildet. Die konidienbildenden Zellen sind blass bis mittelbraun und entwickeln sich aus sphärischen stromatischen Zellen. Sie sind kurz zylindrisch bis beinahe ellipsoid mit einer undeutlich stumpfförmigen Basis. Sie sind polyblastisch, d.h., es werden viele Konidien abgeschnürt. Die Konidien selbst sind vielzellig, ellipsoid, braun, glatt, im überreifen Zustand manchmal auch warzig bis stachelig.
Die Hefephase besteht aus dunkelbraunen unseptierten Zellen, die mit Schleim bedeckt sind und sich mit Knospung vermehren.

## Lebensweise
Die bekannten Arten der Phaeococcomycetaceae leben als schwarze Hefen, flechtenbewohnend oder felsbewohnend.

## Systematik und Taxonomie
Die Familie Phaeococcomycetaceae wurde 1985 von Michael R. McGinnis und Wiley A. Schell erstbeschrieben, die Ordnung Lichenostigmatales mit der einzigen Familie Phaeococcomycetaceae allerdings erst 2014 von Damien Ertz, Paul Diederich und James D. Lawrey. Die Typusgattung ist Phaeococcomyces für die Familie und Lichenostigma für die Ordnung. Ertz und Kollegen begründen diese ungewöhnliche Abweichung damit, dass Lichenostigma-Arten dominieren. Die neue Ordnung Lichenostigmatales ist eine Schwesterklade zu den Arthoniales.
Zurzeit (Stand Oktober 2018) zählen nur folgende drei Gattungen zur Familie und Ordnung: Allerdings zählen noch weitere nicht beschriebene felsbewohnende Arten dazu.
- Etayoa
- Lichenostigma
- Phaeococcomyces